# 尼勒克站
尼勒克站，位于中华人民共和国新疆维吾尔自治区伊犁哈萨克自治州尼勒克县，是精伊霍铁路上的火车站，建于2010年，由乌鲁木齐铁路局霍尔果斯站管辖。

## 歷史
- 建于2010年。

## 外部連結
- 中国铁路客户服务中心 （页面存档备份，存于）